# Fermió de Majorana
En física de partícules, un fermió de Majorana  (en anglès: Majorana fermion o Majorana particle), és un fermió que és la seva pròpia antipartícula.
Van ser hipotesitzats per Ettore Majorana el 1937. Aquest terme de vegades es fa servir en oposició al fermió de Dirac, el qual descriu un fermió que no és la seva pròpia antipartícula.
No es coneixen fermions de Majorana a la natura.
Tots els fermions del model estàndard excepte el neutrí es comporten com els fermions de Dirac a baixa energia, però la natura dels neutrins no està assentada i pot ser o de Dirac o bé de Majorana. És a dir, un neutrí pot ser un fermió de Majorana o un fermió de Dirac. Si és el primer, llavors el doble decaïment beta és possible, s'estan desenvolupant experiments per buscar això.
En la física de la matèria condensada els fermions de Majorana existeixen com excitacions de quasipartícules en superconductor i poden ser usats per formar enllaços Majorana que tenen estadístiques no abelianes.
L'hipotètic neutralí dels models supersimétrics és un fermió de Majorana.

## Teoria
Aquest concepte prové del suggeriment que va fer Majorana el 1937

## Nota
1. ↑  E. Majorana «Teoria simmetrica dell'elettrone e del positrone» (en italià). Nuovo Cimento, 14, 1937, pàg. 171. DOI: 10.1007/bf02961314.